# Доктор, Карл
Карл Доктор (нем. Karl Doktor; 1885, Вена — 17 октября 1949, Нью-Йорк) — австрийский альтист. Отец Пауля Доктора.

## Биография
Известен, главным образом, как участник — на протяжении 24 лет, 1921—1945 — Квартета Буша, одного из наиболее значительных европейских камерных ансамблей межвоенной эпохи. Кроме того, выступал вместе с примариусом квартета Адольфом Бушем в других сочетаниях — в частности, в Концертной симфонии Вольфганга Амадея Моцарта. Был близок к Максу Регеру, намеревавшемуся посвятить Доктору Четвёртую сюиту для альта соло; из-за безвременной смерти Регера от этой сюиты осталась лишь одна тема, на которую и написал собственную сюиту для альта соло Адольф Буш.